# Georg Hermann Quincke
Georg Hermann Quincke (født 19. november 1834 i Frankfurt an der Oder, død 13. januar 1924 i Heidelberg) var en tysk fysiker.
Fra 1852 studerede han i Berlin, siden i Königsberg hos F.E. Neumann og endelig i Heidelberg hos Kirchhoff. 1859 blev han privatdocent i Berlin, 1860 professor ved Gewerbe-Akademie og 1865 ekstraordinær professor ved universitetet i Berlin. 1872 blev Quincke professor i Würzburg og 1875 Kirchhoff’s efterfølger i Heidelberg, hvor han udfoldede en betydelig virksomhed både som foredragsholder og som leder af det fysiske laboratorium. 
Quincke arbejdede både med optik og med elektricitetslære; han har bl.a. fundet, at der opstår elektriske strømme i væsker, der bevæger sig forbi faste
Hindringer, samt angivet en metode til undersøgelse af væskers magnetiske egenskaber. Hans hovedinteresse var dog studiet af molekularfysikken og her især af de såkaldte kapillaritetsfænomener. 
I de sidste 24 år af sit liv beskæftigede han sig især med de former og bevægelser, der fremkommer ved forskningen af væskers berøring med hinanden og i mange
måder minder dels om krystaldannelser, dels om fænomener, der kendes fra studiet af de levende organismers celler.
- Wikimedia Commons har flere filer relateret til Georg Hermann Quincke